# Alduin
Alduin war 721/3 bis ca. 737 Kölner Bischof; von ihm ist nur der Name überliefert.